# Бомбардування китайського посольства в Белграді

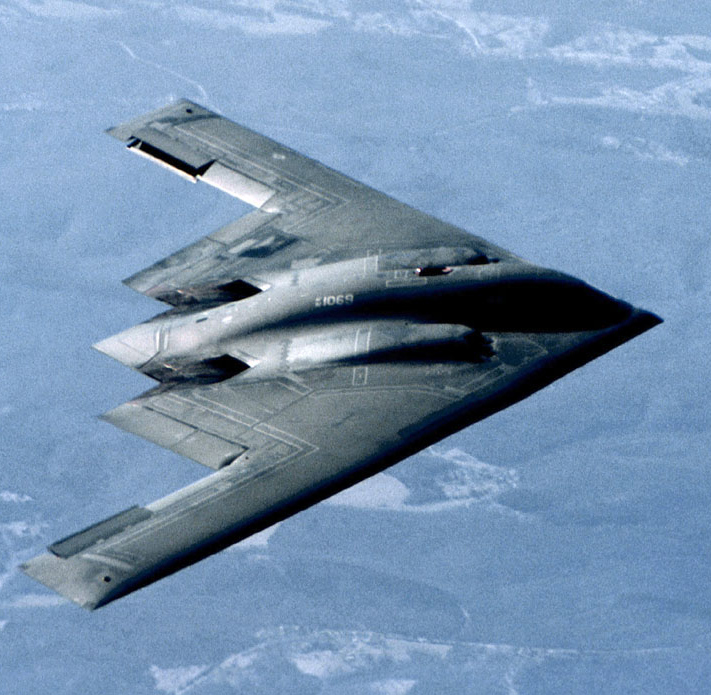
Ракета по посольству була випущена з бомбардувальника B-2

Інцидент стався 7 травня 1999 о 23:45 за місцевим часом у Сербії під час операції «Союзна сила». Цього дня керованою авіабомбою JDAM знищено посольство Китаю в Белграді. Загинули журналіст агентства «Сіньхуа» Шао Юньхуань, журналіст газети «Женьмінь жибао» Сюй Сінху і його дружина Чжу Ін. НАТО стверджує, що метою бомбардування була будівля Федерального управління з постачання, що займалося, зокрема, експортом і імпортом зброї. Ця будівля дійсно розташована неподалік китайського посольства. Однак НАТО заперечує, що користувалося застарілими картами, в результаті чого і стався цей інцидент, оскільки будівля посольства була збудована лише в 1993 році.
Представник США Девід Ендрюс повідомив, що США виплатили Китаю $4,5 млн компенсації, які були розподілені між родичами трьох загиблих китайців і тими, хто зазнав поранення. Угода була досягнута представниками Китаю і США після трьох днів переговорів у Пекіні. Крім цього, США виплатили Китаю $28 млн як компенсацію за інцидент. Також і Китай зобов'язався виплатити США компенсацію в розмірі $2,8 млн за шкоду, завдану дипломатичним представництвам США в Китаї в ході антиамериканських виступів після бомбардування.
Відповідальним за інформацію про цілі для завдання повітряних ударів силами НАТО був полковник ЦРУ США Вільям Беннет. У 2000 Беннет був звільнений (за офіційною інформацією — за власним бажанням, однак газета «Лос-Анджелес Таймс» у статті від 8 квітня 2000 написала без зазначення прізвища, що співробітник ЦРУ США був звільнений у зв'язку із «фатальними помилками», численні джерела вказували, що мова йшла саме про Беннета, а «фатальною помилкою» була вказівка китайського посольства як цілі для бомбардування). 22 березня 2009 Вільям Беннет був убитий невідомими в парку на березі річки в графстві Лоудон, штат Вірджинія (США).